# KFS Vestmannaeyjar
Pour les articles homonymes, voir KFS.
Le Knattspyrnufélagið Framherjar-Smástund ou KFS est un club de football islandais basé aux îles Vestmann, Vestmannaeyjar en islandais.
Il s'agit du second club de l'archipel, qui a résulté de la fusion de l' Íþróttafélagið Framherjar et du Knattspyrnufélagið Smástund.

## Historique
- 1997 : fusion des clubs de Íþróttafélagið Framherjar et Knattspyrnufélagið Smástund pour créer le KFS.

## Palmarès
- Championnat d'Islande D4
  - Champion : 2002